# Tegetthoff-Denkmal

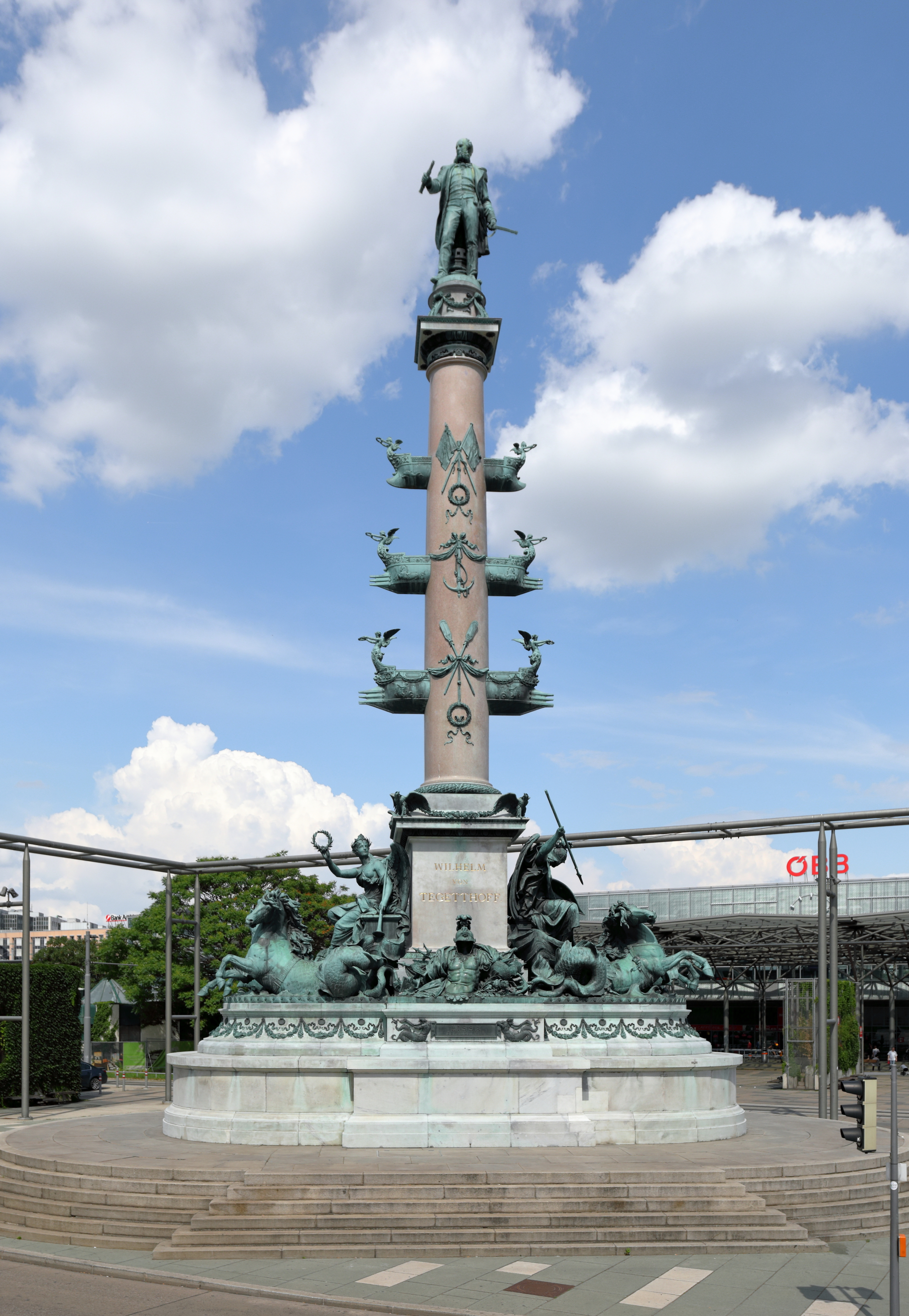
Das Tegetthoff-Denkmal auf dem Praterstern in Wien

Das Tegetthoff-Denkmal in Wien wurde von Carl Kundmann (Statue) und Carl von Hasenauer (Architektur) gestaltet und erinnert an Wilhelm von Tegetthoff, Vizeadmiral und Kommandant der österreichischen bzw. österreichisch-ungarischen Kriegsmarine in den 1860er Jahren. Es steht, enthüllt am 21. September 1886, auf dem Praterstern am Ende der Praterstraße im 2. Wiener Gemeindebezirk, Leopoldstadt, an einem der wichtigsten Verkehrsknotenpunkte der Stadt Wien.

## Geschichte
Die Planung für das Denkmal hatte in Tegetthoffs Todesjahr 1871 begonnen, doch wurde lange keine Einigung über den Standort erzielt. 1872 wurde ein Wettbewerb ausgeschrieben. Daran beteiligten sich insgesamt 24 Bildhauer, von denen der in Rom tätige Schweizer Ferdinand Schlöth mit seinem Entwurf als Sieger hervorging. Carl Kundmann, der als Vertreter der Wiener Akademie selbst der Jury angehörte und daher keinen Entwurf einreichen konnte, intrigierte so lange gegen den Sieger, bis man auch bei ihm einen Entwurf bestellte, der letztlich zur Ausführung bestimmt wurde. Zu Diskussionen führte auch die Standortfrage. Ursprünglich war vorgesehen, das Denkmal vor der Votivkirche aufzustellen. Schließlich fand es seinen Platz am Praterstern, wo es am 21. September 1886 enthüllt wurde. Der letztlich gewählte Standort garantierte durch den benachbarten Nordbahnhof, den damals wichtigsten Bahnhof Wiens, und den nahen Wurstelprater, den großen Vergnügungspark der Stadt, maximale Passantenfrequenz.
Das Denkmal wurde 20 Jahre nach Tegetthoffs größtem Erfolg, dem Sieg in der Seeschlacht von Lissa, in Anwesenheit von Kaiser Franz Joseph I. enthüllt.
Von 2016 bis 2018 wurde das Denkmal restauriert, das Budget dafür betrug 897.000 Euro.

## Beschreibung
Die etwa 3,5 m hohe Figur des Begründers der Seemacht der Donaumonarchie steht auf einer 16 m hohen Marmorsäule, die an die Triumphsäulen am Pariser Place Vendôme und am Londoner Trafalgar Square erinnert und sich an antiken Vorbildern (columna rostrata, „Ehrensäule“) orientiert. Die Säule steht auf einem etwa 5 m hohen, von kämpfenden Hippokampen umgebenen Sockel. Aus der Säule treten drei, nach unten größer werdende, Schiffsrümpfe hervor, die jeweils die Siegesgöttin Nike als Galionsfigur tragen (es gab deshalb den Schmäh, es wäre das Denkmal für den Erfinder des Kleiderständers). Am Sockel befinden sich zwei Skulpturengruppen, von Pferden durch Wellen gezogene Kampffahrzeuge, die links von einer kämpfenden Göttin mit dem österreichisch-ungarischen Doppeladler auf dem Schild und einem Drachen auf dem Helm und rechts von einer triumphierenden geflügelten Göttin mit dem Lorbeerkranz in der Hand gelenkt werden. Zwei Tritone halten Gedenktafeln, die an die Siege Tegetthoffs im Seegefecht vor Helgoland und in der Seeschlacht von Lissa erinnern.

## Galerie

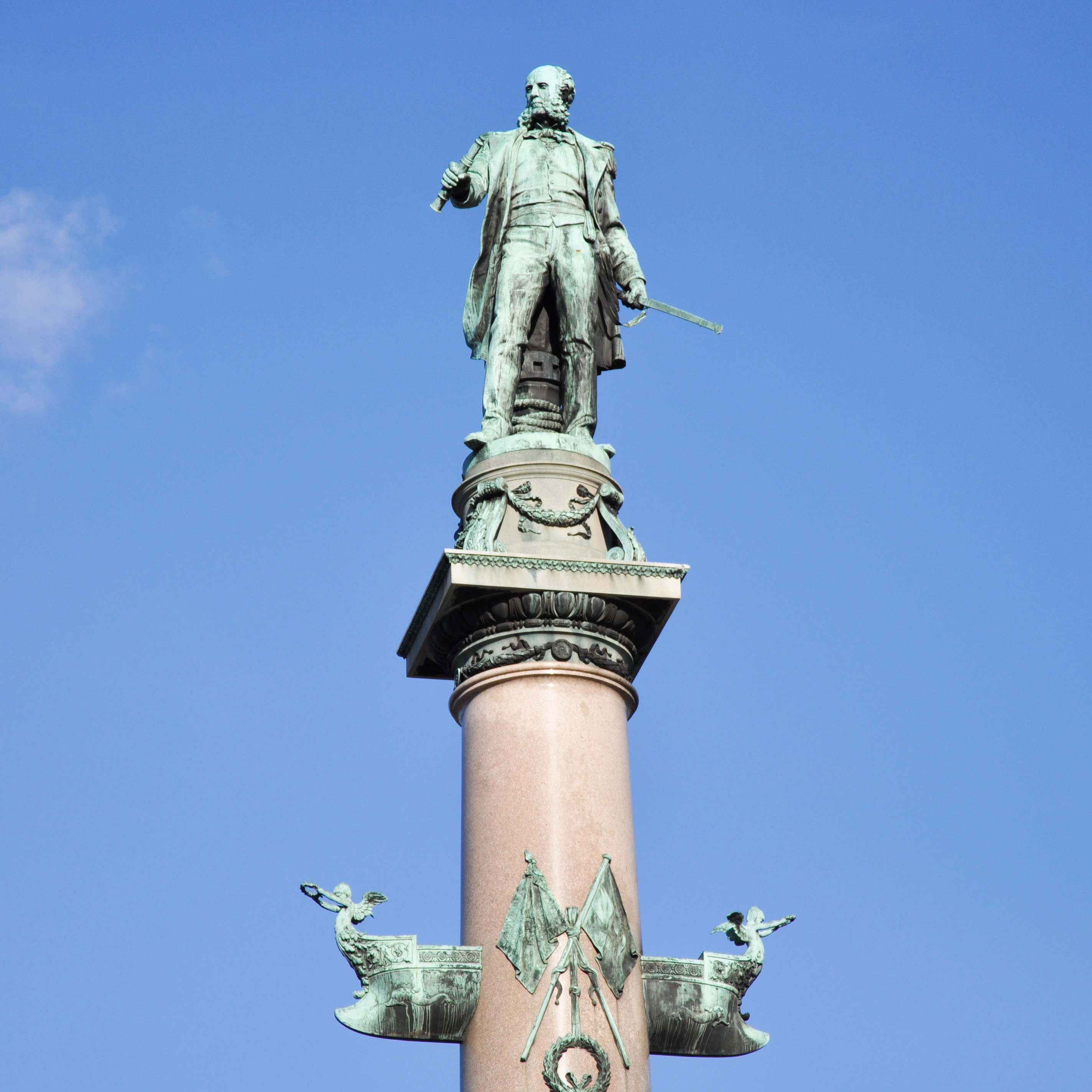
Tegetthoff-Statue
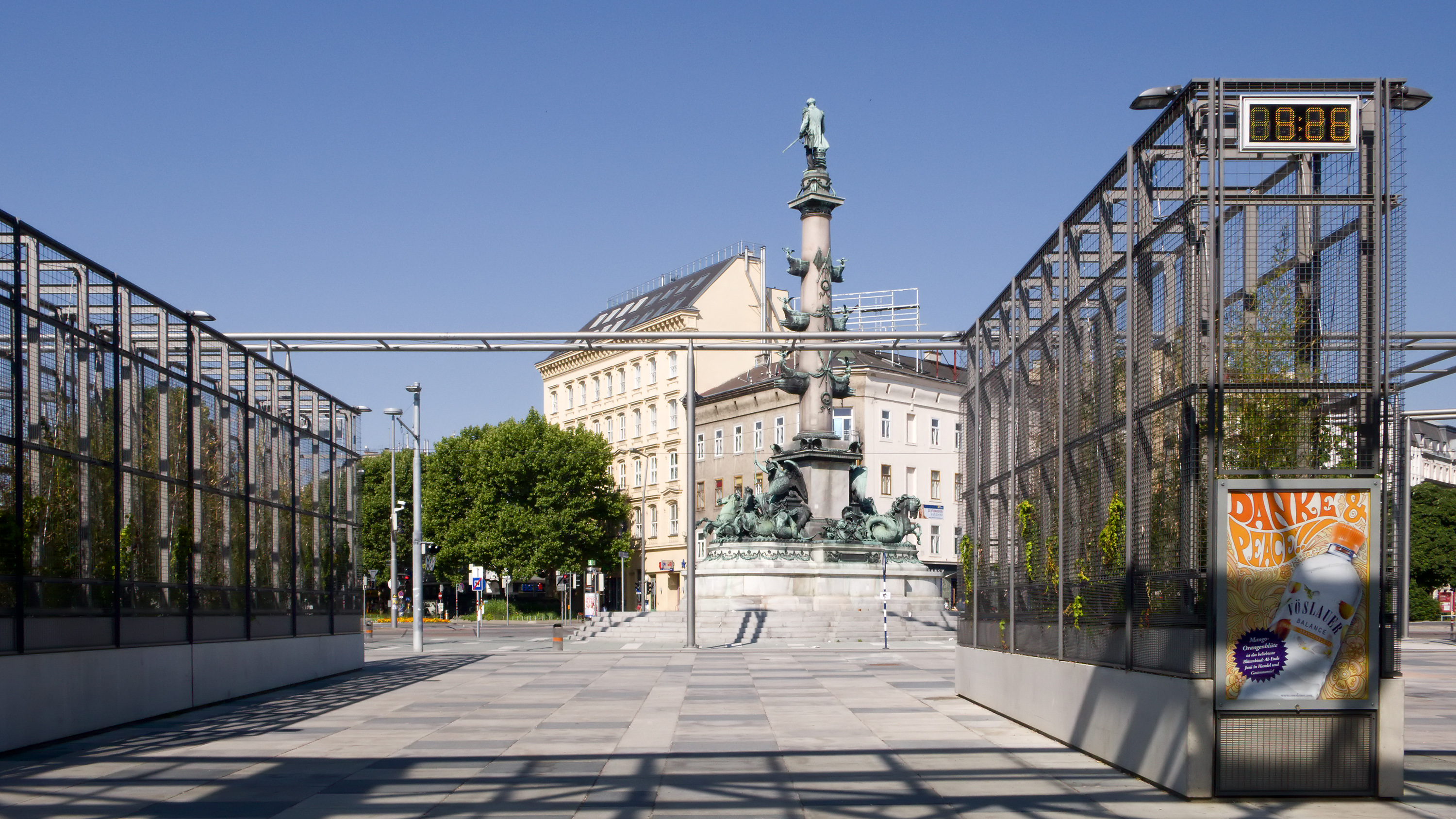
Pflanzenkäfige hinter dem Denkmal
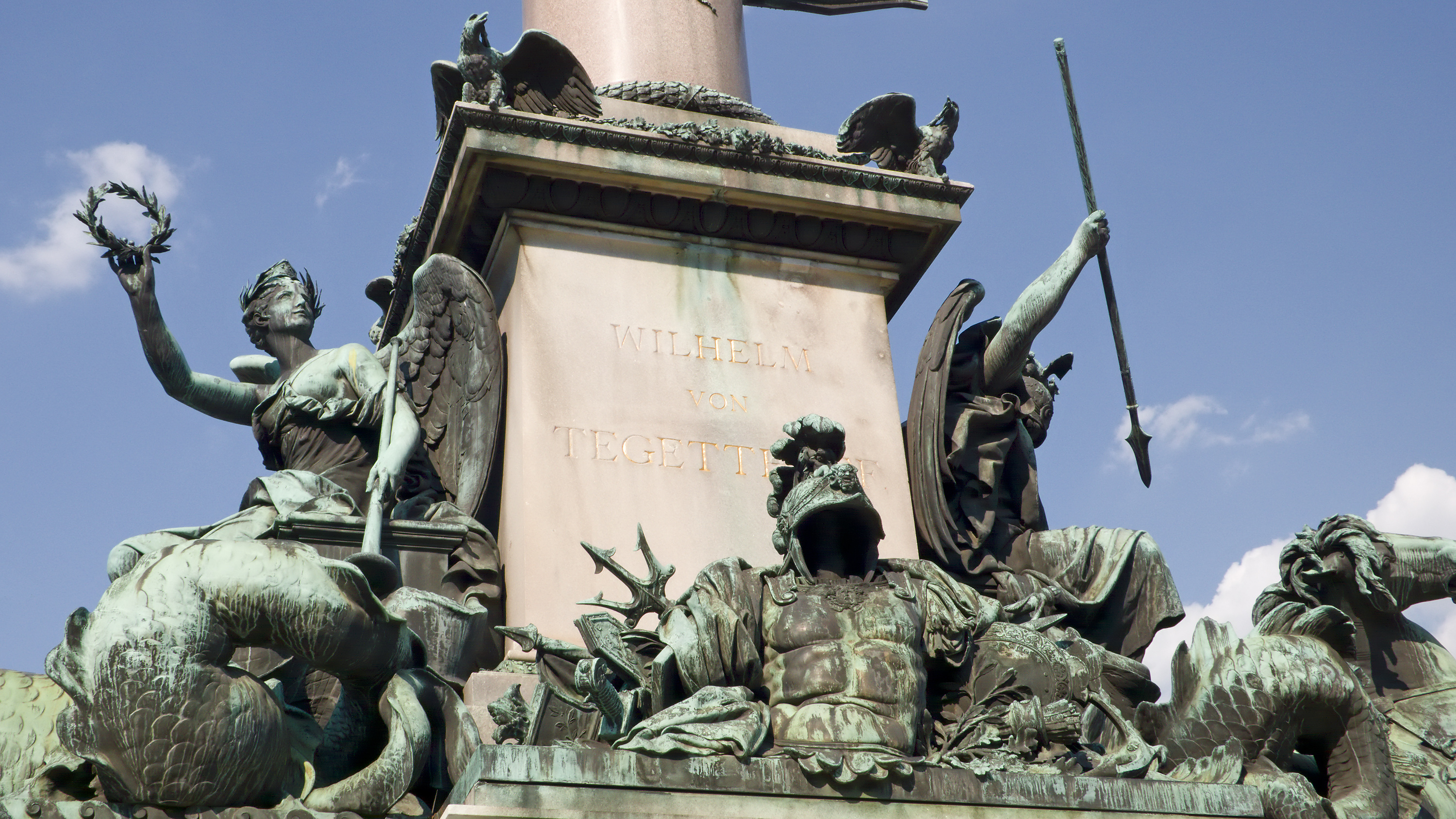
Der Sockel des Denkmals
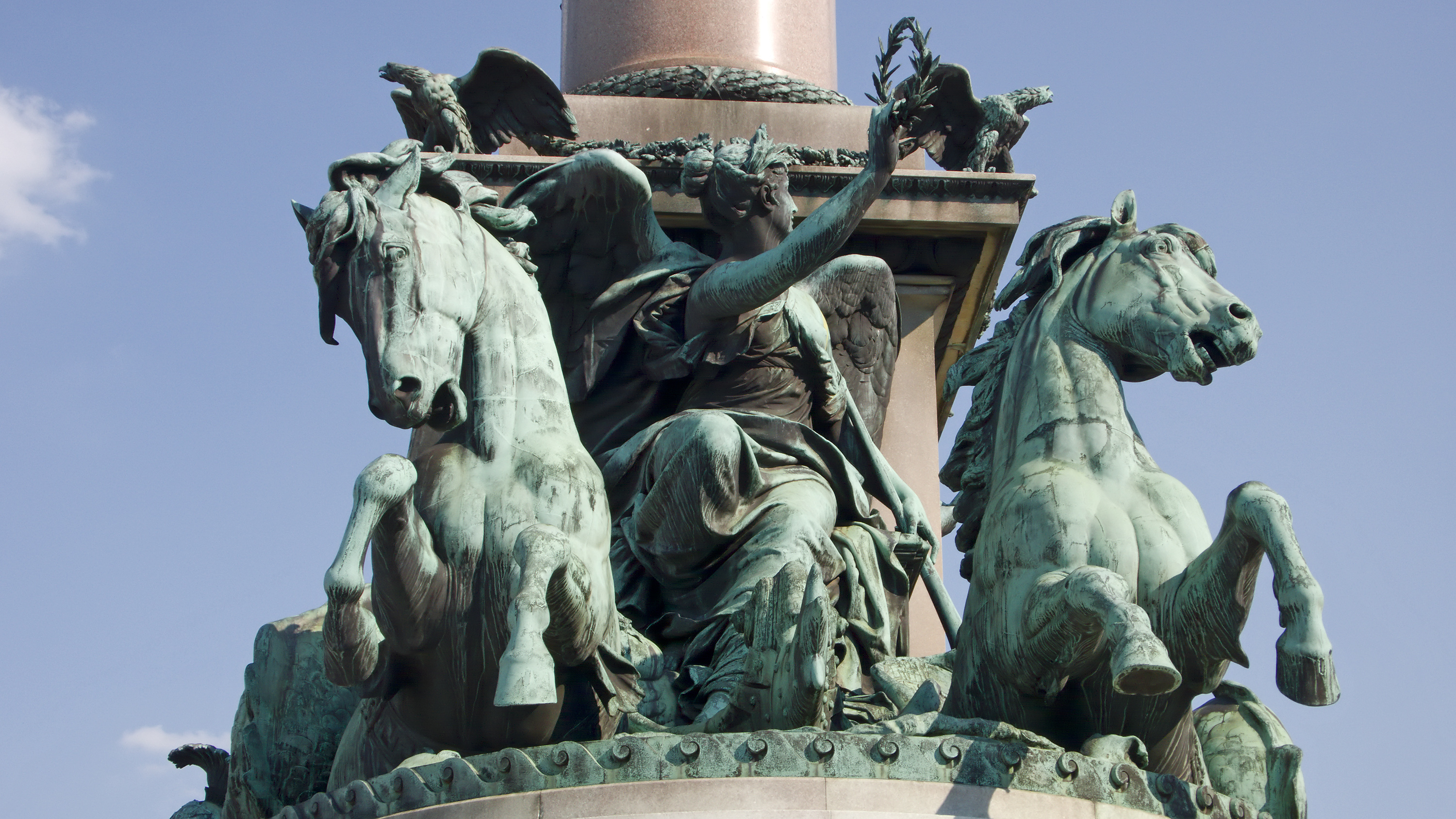
Sockel, Detail
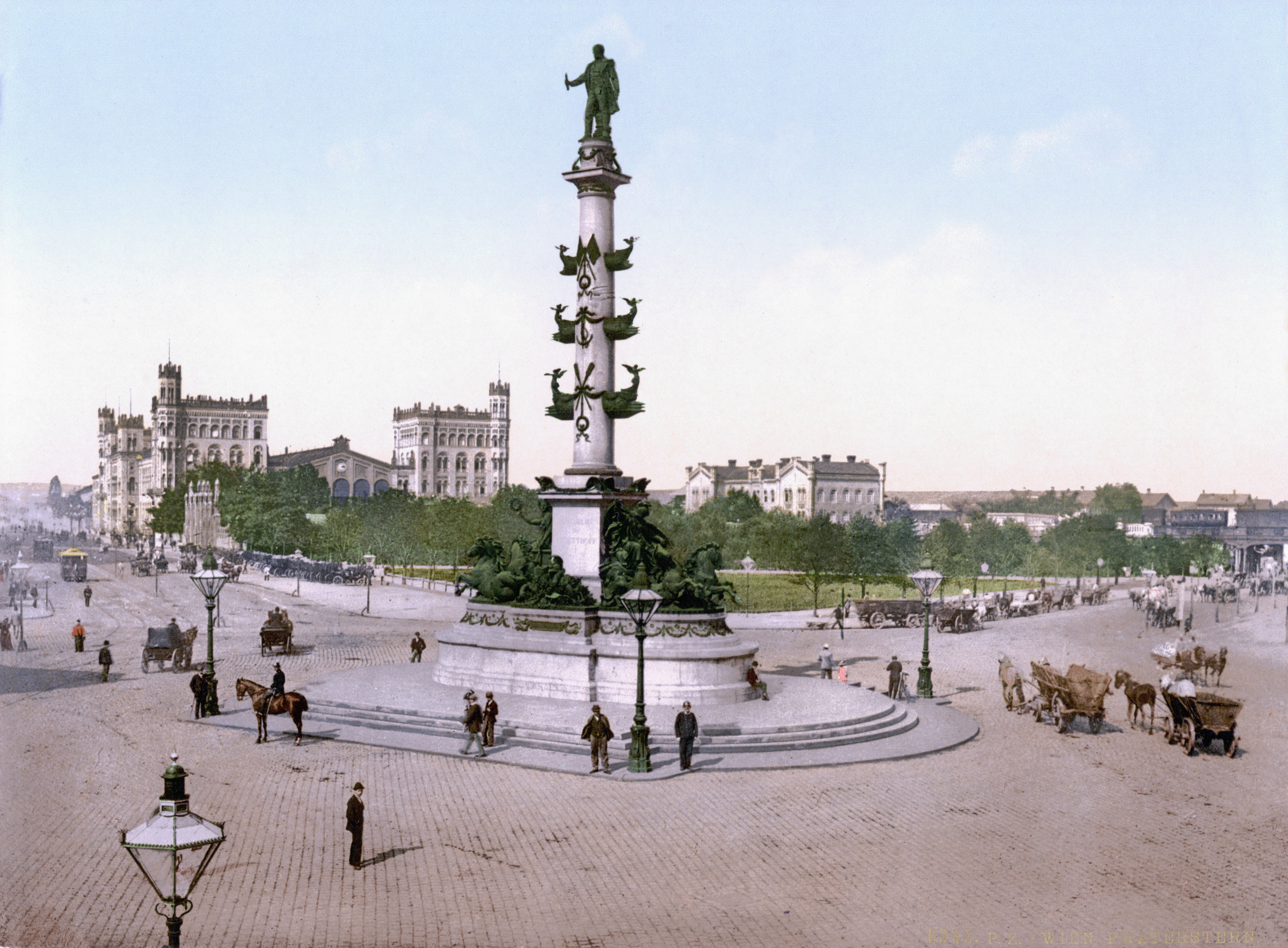
Das Denkmal vor dem Nordbahnhof, um 1900